# فضيحة تي بوت دوم

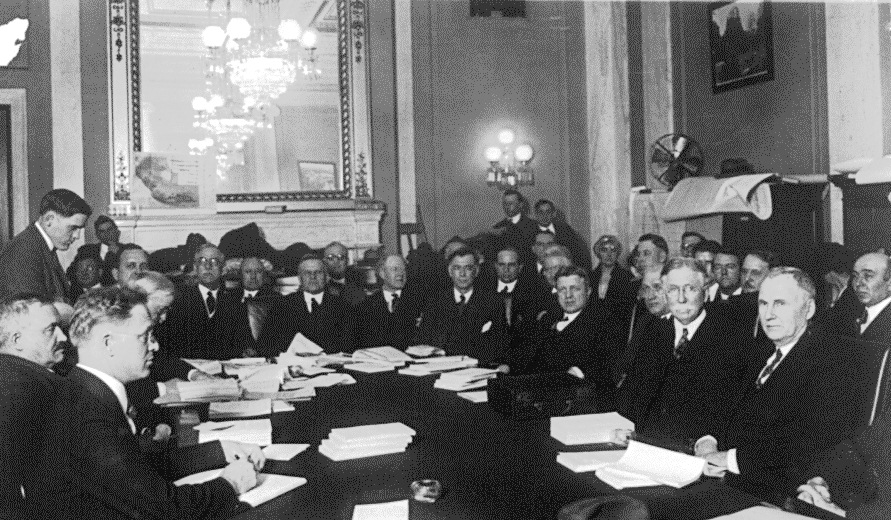

فضيحة تي بوت دوم هي رشوة لم يسبق لها مثيل حدثت خلال فترة تولي (وارن جي. هاردينق) رئاسة البيت الأبيض.
قبل فضيحة وترغييت، تعتبر فضيحة تي بوت دوم «الأكثر إثارة في تاريخ السياسة الأمريكية». والتي كانت فيما بعد عاملا أساسيا في تشويه سمعة الرئيس الذي توفي في مكتبه على إثر ذلك عام 1923.
تي بوت دوم هو حقل نفط على الأراضي العامة في الولايات المتحدة الأمريكية في منطقة تعرف باسم (وايومنغ). سبب تسمية هذا الحقل بتي بوت بالإنجليزية (يقابله في العربية إبريق الشاي)هو نتيجة لنتوء في صخرة جبلية تشبه الإبريق من الجنوب.
حقول النفط الأخرى في تلال إيلك ووبيو فيزنا بمدينة كالفورنيا مع تي بوت دوم تقع على منطقة أراضي عامة في الولايات المتحدة الأمريكية والمخصصة فقط للاستخدام في حالات الطوارئ من قبل البحرية الأمريكية عند تقلص امددادت النفط العادية. العديد من رجال السياسة والمهتمين بمصالح النفط عارضوا هذه القيود المفروضة على حقول النفط بدعوى أن الاحتياطات غير ضرورية وأن شركات النفط الكبيرة سوف تقوم بتوفير النفط في حال تقلصه. كان من أكبر المعارضين للاحتفاظ بالنفط الاحتياطي سناتور ألبرت باء فال من نيو ميكسيكو. حلفائه السياسيون الذين ضمنو انتخابه في مجلس الشيوخ عام 1912(أصبحو فيما بعد يسمون بعصابة أوهايو) استطاعو إقناع رئيس الولايات المتحدة الأمريكية هاريندغ آنذاك أن ألبرت فال يستحق أن يكون وزيرا للداخلية. وهذا ما حدث بالفعل في عام 1921 حيث صدر قرار تعيينه.
في عام 1922 والاحتياطات النفطية لا زالت تحت قبضة القاضي أدوين دنبي (وزير البحرية الأمريكي)استطاع ألبرت فال إقناع دنبي بإعطاء وزارة الداخلية ولاية تامة على احتياطات النفط. قام ألبرت فال بدوره والذي أصبح وزيرا للداخلية بتأجير النفط لهاري سنكلر صاحب مؤسسة ماموث أويل والتابعة للمؤسسة الأصلية سنكلير أويل بدون تقديم عرض تنافسي. في الوقت نفسه، قام ألبرت فال بتأجير كل من مصادر النفط الاحتياطية في تلال إيلك لإدوارد دوهيني مقابل قروض شخصية بدون أي فوائد. بالمقابل أيضا تلقّى ألبرت فال العديد من الهدايا من رجال النفط والتي بلغت إجمالي 404000 أي ما يعادل 4 ملايين دولار بقيمة العملة في الوقت الراهن. هذا النوع من التأجير كان مسموح به بموجب قانون تأجير المعادن في عام 1920. لم تكن عقود الإيجار هي الممنوعة وإنما تبادل الأموال بالأيادي والرشوة. حاول ألبرت فال الحفاظ على هذا السر ولكن التحسن المفاجئ في مستوى معيشته أثارت تعجب العديد من الناس.
في عام 1922 و 23 أصبح هذا الأمر موضع مثير لتحققيقات مجلس الشيوخ الأمريكي والذي أجراه توماس والش. لقد أدى التحقيق إلى عقوبات جنائية ووجه إلى ألبرت فال تهمة التآمر وقبول الرشوة. وبتوجيه تهمة الرشوة إليه، حُكم عليه بالسجن لمدة سنة وغرامة قدرها 100,000 دولار وهو نفس المبلغ الذي منحه دوهيني إياه.
و في محاكمة أخرى لتهمة الرشوة، تمت تبرئة كلا من دوهيني وهاري سنكلير على الرغم من أن هاري سنكلير فيما بعد حكم عليه بالسجن وتغريمه 100000 نتجة احتقاره مجلس الشيوخ وتوظيف محققين لتضليل أعضاء هئية المحلفين والتلاعب بهم فيما يخص قضيته.
ولقد تمت استعادة حقول النفط لحكومة الولايات المتحدة الأمريكية من خلال قرار المحكمة العليا في 1927.